# Dennis Day
Dennis Day (21 de mayo de 1916 - 22 de junio de 1988) fue un cantante y actor radiofónico y televisivo estadounidense, conocido entre otras cosas por su influencia sobre músicos como Johnny Cash.

## Primeros años
Nacido y criado en Nueva York, su verdadero nombre era Owen Patrick Eugene McNulty. Sus padres eran inmigrantes irlandeses. Day se graduó en el Cathedral Preparatory Seminary de Nueva York, y estudió en el Manhattan College, en el Bronx, donde cantaba en el coro.

## Radio
Day actuó por primera vez en el show radiofónico de Jack Benny el 8 de octubre de 1939, sustituyendo al cantante Kenny Baker. Permaneció asociado a los programas de radio y TV de Benny hasta el fallecimiento de este en 1974. Fue presentado (con la actriz Verna Felton interpretando a su madre) como un joven e ingenuo cantante — personaje que mantuvo a lo largo de su carrera. Su primera canción fue "Goodnight My Beautiful".
Además de cantar, Dennis Day era un imitador excelente. Imitó en el programa de Benny a numerosas personalidades de la época, tales como Ronald Colman, Jimmy Durante, y James Stewart.
Entre 1944 y 1946 sirvió en la Armada de los Estados Unidos como teniente. A su vuelta a la vida civil siguió trabajando con Benny a la vez que protagonizaba su propio programa, A Day in the Life of Dennis Day (1946-1952).

## Televisión
Su serie televisiva, The Dennis Day Show (también llamada The RCA Victor Show) fue emitida entre 1952 y 1954. Entre 1952 y 1978 hizo numerosas actuaciones en TV como cantante y actor (tales como en The Bing Crosby Show, de la ABC) y doblaje para dibujos animados (como en el largometraje de Walt Disney Melody time, en el que interpretaba a varios personajes).
En 1948 Day se casó con Peggy Almquist, con la que tuvo diez hijos. El matrimonio duró hasta el fallecimiento de él en 1988, a los 72 años de edad, a causa de una esclerosis lateral amiotrófica. Falleció en Los Ángeles, California, y fue enterrado en el Cementerio de Holy Cross en Culver City, California.
Por su trabajo televisivo recibió una estrella en el Paseo de la Fama de Hollywood, en el 6646 de Hollywood Boulevard.
Fue cuñado de la actriz y cantante Ann Blyth.

## Discografía parcial
- Sings Christmas Is for the Family (1959, Design)
- That's an Irish Lullaby (1959, RCA)
- Shillelaghs and Shamrocks (1963, Reprise Records)
- White Christmas (1965, Design)
- My Wild Irish Rose (1966, RCA Camden)
- Clancy Lowered the Boom (RCA)
- Christmas In Killarney (1950 RCA single)

## Audio
- Entrevista de Glowing Dial con el vocalista Larry Stevens sobre Dennis Day y Jack Benny (1999)